# Kaninga Mbambi
Nicole Kaninga Mbambi (Kinshasa, 6 novembre 1971) è un'ex cestista della Repubblica Democratica del Congo.

## Carriera
Con lo Zaire ha disputato i Giochi olimpici di Atlanta 1996.